# Bispo de Durham
O bispo de Durham é o bispo anglicano responsável pela diocese de Durham, na província de Iorque. A diocese é uma das mais antigas da Inglaterra e seu bispo é um membro da Câmara dos Lordes. Paul Butler foi o bispo mais recente de Durham até sua aposentadoria em fevereiro de 2024. O bispo anterior era Justin Welby, Arcebispo da Cantuária. O bispo é um dos que escoltam o soberano na coroação (o outro é o bispo de Bath e Wells).
É oficialmente estilizado O Pai Reverendíssimo em Deus, (Nome Cristão), pela Divina Providência o Senhor Bispo de Durham, mas este título completo é raramente usado. Em assinaturas, o nome de família do titular é substituída por Dunelm, do nome latino para Durham (a forma latinizada do inglês antigo Dunholm). No passado, os bispos de Durham variavam entre suas assinaturas Dunelm e o francês Duresm. Antes de 1836, o bispo de Durham era um príncipe-bispo e tinha poderes temporais significativos em relação à Liberdade de Durham e mais tarde o Condado Palatino de Durham.
O bispo viveu em Castelo de Durham desde a sua construção no século XI. Em 1832, o Castelo de Auckland tornou-se a residência oficial dos bispos de Durham até julho de 2012, quando a propriedade do castelo foi transferida à Auckland Castle Trust, uma fundação de caridade com o objetivo de iniciar uma grande restauração dos jardins e do castelo e criar exposições permanentes sobre a história do cristianismo na Grã-Bretanha e do Nordeste. O bispo continua a ter escritórios no castelo, mas não reside mais lá.

## História

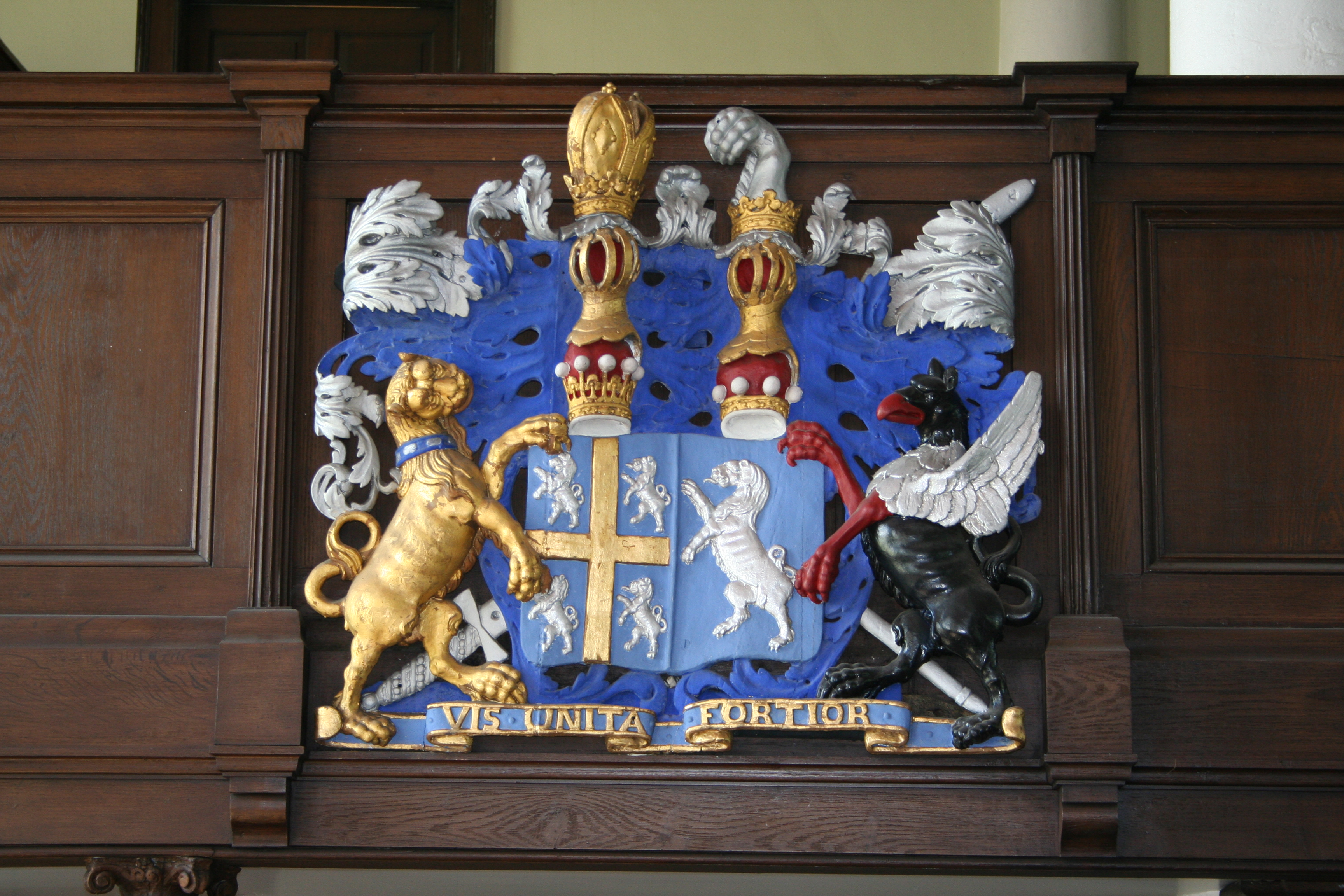
O Brasão de Lorde Crewe tem a coroa de um Barão, mas como Bispo de Durham também mostra a coroa de um Conde.

Do século VII em diante, além de sua autoridade espiritual, os Bispos de Lindisfarne, e, em seguida, Durham, também atuaram como governador civil da região como o senhor da liberdade de Durham, com a autoridade local igual à do rei. O bispo nomeou todos os funcionários locais e manteve sua própria corte. Após a conquista normanda, esse poder foi retido pelo bispo e acabou por ser reconhecido com a designação da região como o Condado Palatino de Durham. Como titular deste cargo, o bispo foi intitulado um príncipe-bispo e considerado o equivalente de um conde. Exceto por um breve período de supressão durante a Revolução Gloriosa, o bispado manteve esse poder temporal, até que foi abolido pela Durham (County Palatine) Act 1836.

## Lista dos bispos

### Bispos do início da Idade Média
| Bispos de Durham | Bispos de Durham | Bispos de Durham | Bispos de Durham                    |
| De               | Até              | incumbente       | Notas                               |
| ---------------- | ---------------- | ---------------- | ----------------------------------- |
| 995              | 1018             | Alduno           | Anteriormente Bispo de Lindisfarne. |
| 1021             | 1041             | Edmundo          |                                     |
| 1041             | 1042             | Eadredo          |                                     |
| 1042             | 1056             | Etelrico         |                                     |
| 1056             | 1071             | Etelvino         |                                     |
| Fonte(s):        |                  |                  |                                     |

### Príncipes-bispos pré-Reforma
| Bispos de Durham | Bispos de Durham | Bispos de Durham           | Bispos de Durham                                                                                                |
| De               | Até              | Incumbente                 | Notas |
| ---------------- | ---------------- | -------------------------- | --- |
| 1071             | 1080             | Guilherme Walcher          | |
| 1081             | 1096             | Guilherme de Saint-Calais  | |
| 1099             | 1128             | Ranulfo Flambardo          | |
| 1133             | 1140             | Godofredo Rufo             | |
| 1141             | 1143             | Guilherme Cumino           | |
| 1143             | 1153             | Guilherme de Santa Barbara | |
| 1153             | 1195             | Hugo de Puiset             | |
| 1197             | 1208             | Filipe de Poitou           | |
| 1209             | 1213             | Ricardo Poore              | Eleição anulada pelo Papa Inocêncio III (que estava discutindo com o rei João); mais tarde eleito e consagrado. |
| 1214             | 1214             | João de Gray               | Morreu antes da consagração.                                                                                    |
| 1215             | 1215             | Morgan                     | Eleição anulada.                                                                                                |
| 1217             | 1226             | Ricardo Marsh              | |
| 1226             | 1227             | Guilherme Escoto           | Eleição anulada.                                                                                                |
| 1229             | 1237             | Ricardo Poore              | Translação de Salisbury.                                                                                        |
| 1237             | 1240             | Tomé de Melsonby           | Renunciou antes da consagração.                                                                                 |
| 1241             | 1249             | Nicolau Farnham            | |
| 1249             | 1260             | Gualtério de Kirkham       | |
| 1260             | 1274             | Roberto Stitchill          | |
| 1274             | 1283             | Roberto de Ilha Sagrada    | |
| 1284             | 1310             | Antônio Bek                | Também Patriarca Titular de Jerusalém de 1306 a 1311 (o único inglês a ocupar este cargo).                      |
| 1311             | 1316             | Ricardo Kellaw             | |
| 1318             | 1333             | Luís de Beaumont           | |
| 1333             | 1345             | Ricardo de Bury            | |
| 1345             | 1381             | Thomas Hatfield            | |
| 1382             | 1388             | John Fordham               | Transferido de Ely.                                                                                             |
| 1388             | 1406             | Gualtério Skirlaw          | Transferido de Bath e Wells.                                                                                    |
| 1406             | 1437             | Tomé Langley               | |
| 1437             | 1457             | Roberto Neville            | Transferido de Salisbury                                                                                        |
| 1457             | 1476             | Lourenço Booth             | Transferido de Iorque.                                                                                          |
| 1476             | 1483             | Guilherme Dudley           | |
| 1484             | 1494             | João Sherwood              | |
| 1494             | 1501             | Ricardo Foxe               | Transferido de Bath e Wells, posteriormente transferido para Winchester.                                        |
| 1502             | 1505             | Guilherme Senhouse         | Transferido de Carlisle.                                                                                        |
| 1507             | 1508             | Cristóvão Bainbridge       | Transferido de Iorque.                                                                                          |
| 1509             | 1523             | Tomé Ruthall               | |
| 1523             | 1529             | Tomás Wolsey               | Arcebispo de Iorque. Mantido em Durham in commendam.                                                            |
| 1530             | 1559             | Cuthbert Tunstall          | Transferido de Londres.                                                                                         |
| Fonte(s):        |                  |                            | |

### Príncipes-bispos pós-Reforma
| Bispos de Durham | Bispos de Durham | Bispos de Durham    | Bispos de Durham |
| De               | Até              | Incumbente          | Notas |
| ---------------- | ---------------- | ------------------- | --- |
| 1530             | 1559             | Cuthbert Tunstall   | |
| 1561             | 1576             | James Pilkington    | |
| 1577             | 1587             | Richard Barnes      | Transferido de Carlisle. |
| 1589             | 1595             | Matthew Hutton      | Transferido para Iorque. |
| 1595             | 1606             | Tobias Matthew      | Transferido para Iorque. |
| 1606             | 1617             | William James       | |
| 1617             | 1627             | Richard Neile       | Transferido para Lincoln, posteriormente transferido para Winchester.                                                                 |
| 1628             |                  | George Montaigne    | Transferido para Londres, posteriormente transferido para Iorque.                                                                     |
| 1628             | 1632             | John Howson         | Transferido para Oxford |
| 1632             | 1659             | Thomas Morton       | Transferido para Lichfield. |
| 1660             | 1672             | John Cosin          | |
| 1674             | 1722             | Nathaniel Crew      | Transferido para Oxford. Além disso estilizado O Honorável Nathaniel Crew 1679–1697, em seguida, o Rt Hon. The Lord Crew 1697 onwards |
| 1722             | 1730             | William Talbot      | Transferido de Salisbury. |
| 1730             | 1750             | Edward Chandler     | Transferido para Lichfield. |
| 1750             | 1752             | Joseph Butler       | Transferido de Bristol. |
| 1752             | 1771             | Richard Trevor      | Transferido de St David's. |
| 1771             | 1787             | John Egerton        | Transferido para Lichfield. |
| 1787             | 1791             | Thomas Thurlow      | Transferido de Lincoln. |
| 1791             | 1826             | Shute Barrington    | Transferido de Salisbury. |
| 1826             | 1836             | William Van Mildert | Transferido de Llandaff. |
| Fonte(s):        |                  |                     | |

### Bispos da modernidade tardia (desde 1836)
| Bispos de Durham | Bispos de Durham | Bispos de Durham       | Bispos de Durham                                                                           |
| De               | Até              | Incumbente             | Notas                                                                                      |
| ---------------- | ---------------- | ---------------------- | ------------------------------------------------------------------------------------------ |
| 1836             | 1856             | Edward Maltby          | Transferido de Chichester.                                                                 |
| 1856             | 1860             | Charles Longley        | Transferido de Ripon, posteriormente transferido para Iorque, então, para Cantuária.       |
| 1860             | 1861             | Henry Villiers         | Transferido de Carlisle.                                                                   |
| 1861             | 1879             | Charles Baring         | Bispo de Gloucester e Bristol.                                                             |
| 1879             | 1889             | Joseph Lightfoot       | Anteriormente Professor de Teologia de Lady Margaret.                                      |
| 1890             | 1901             | Brooke Foss Westcott   | Anteriormente Professor Regius de Teologia em Cambridge.                                   |
| 1901             | 1920             | Handley Moule          | Anteriormente Professor Norrisian de Teologia.                                             |
| 1920             | 1939             | Hensley Henson         | Transferido de Hereford.                                                                   |
| 1939             | 1952             | Alwyn Williams         | Transferido para Winchester.                                                               |
| 1952             | 1956             | Michael Ramsey         | Transferido para Iorque, em seguida, para Cantuária.                                       |
| 1956             | 1966             | Maurice Harland        | Transferido de Lincoln.                                                                    |
| 1966             | 1972             | Ian Ramsey             | Anteriormente Professor Nolloth em Filosofia da Religião Cristã na Universidade de Oxford. |
| 1973             | 1983             | John Habgood           | Transferido para Iorque.                                                                   |
| 1984             | 1994             | David Jenkins          | Anteriormente Professor de Teologia da Universidade de Leeds                               |
| 1994             | 2003             | Michael Turnbull       | Transferido de Rochester                                                                   |
| 2003             | 2010             | Nicholas Thomas Wright | Anteriormente Decano de Lichfield; retornou à academia.                                    |
| 2011             | 2013             | Justin Welby           | Transferido para Cantuária.                                                                |
| 2014             | 2024             | Paul Butler            | Anteriormente Bispo de Southwell e Nottingham.                                             |
| 2024             | presente         | Sarah Clark            | Bispo de Jarrow (interino).                                                                |
| Fonte(s):        |                  |                        |                                                                                            |